# Glavni tajnik Ujedinjenih naroda
Glavni tajnik Ujedinjenih naroda na čelu je Tajništva Ujedinjenih naroda. Imenuje ga Opća skupština na prijedlog Vijeća sigurnosti na mandat od 5 godina. 
Dosadašnji glavni tajnici UN-a bili su:
- Trygve Lie (1945. – 1953.)
- Dag Hammarskjöld (1953. – 1961.)
- U Thant (1961. – 1971.)
- Kurt Waldheim (1972. – 1981.)
- Javier Pérez de Cuéllar (1982. – 1991.)
- Boutros Boutros-Ghali (1992. – 1996.)
- Kofi Annan (1996. – 2006.)
- Ban Ki-moon (2007. – 2016.)
- António Guterres (od 2017.)